# WCW世界重量級冠軍
WCW世界重量級冠軍（英語：WCW World Heavyweight Championship），是隸屬於世界摔角娛樂的前身，也就是世界摔角聯盟（WWF）的一冠軍項目。WCW世界重量級冠軍於1991年成立於世界冠軍摔角。